# J3・JFL入れ替え戦
J3・JFL入れ替え戦（ジェイスリー・ジェイエフエルいれかえせん、J3/JFL Play-Offs）は、2023年から日本プロサッカーリーグ（Jリーグ）、特にJ3リーグ（J3）と日本フットボールリーグ（JFL）との間で行われる予定の入れ替え戦。
本項では、2023年以降のJ3・JFL間の入れ替え制度全般についても記す。

## 概要
Jリーグでは2021年4月、当時の専務理事であった木村正明が中心となってリーグの将来像を議論する「リプランニング推進チーム」を2021年4月1日付で創設し、この中で「リーグ構造の見直し」として、2014年の時点でJ1・J2・J3の合計クラブ数の上限を60と設定していることを明らかにし、J3クラブが20クラブに達した時点で以降の形をどのようにするかを検討する内容で2021年9月末までに結論を出す意向であることを明らかにしていた。そうした中で、2022年のJFL（第24回日本フットボールリーグ）の結果により奈良クラブとFC大阪のJリーグ加入が決定し、2023年シーズンでJ3のクラブ数が20に到達したことで、Jリーグのクラブ数が上限としていた60に到達することになり、Jリーグチェアマンの野々村芳和がFC大阪へのヒアリング後の記者会見で「サッカーの世界なので、やっぱり競争がないといけないとは思う。（上のカテゴリーに）上がるために頑張る、（下のカテゴリーに）落ちないために頑張るというピッチの上、サッカー周りの人たちのマインドは絶対に必要だし、見ている人たちからしても、そこにスリルが生まれたりするので」とJ3とJFLの入れ替えに言及したことで、入れ替え制度の導入が現実味を帯びることになった。
2022年12月20日、Jリーグはリーグの掲げた成長戦略に基づき、2024年シーズンからJ1/J2/J3のクラブ数を20クラブずつに統一する（J1が2増、J2が2減）ことを発表し、この記者会見の席上でJリーグの窪田慎二専務理事が別組織であるJリーグとJFLそれぞれの意思決定が必要であることを説明し、「JFLの意思決定を待っている」「来季の入れ替わりがあると思ってもらっていい」と2023年からの入れ替え導入を示唆していた。
2023年1月6日、JFLの2022年度第7回理事会が行われ、Jリーグの提示した入れ替え制度案を受け入れる決定を下し、J3とJFLの入れ替え制度が正式に導入されることが決まった。

## レギュレーション
以下は、Jリーグが2023年1月6日に発表したJ3・JFLの入れ替えに関するレギュレーションに基づく。制度としては2012年から2016年まで行われたJ2・J3入れ替え戦に準拠している。

### 入れ替えの条件
JFL所属のクラブのうち、以下の条件を満たしたクラブが入れ替え（J3入会）の対象となり、J3所属クラブのうち年間成績下位2クラブ（19位および20位）が入れ替え（公益社団法人日本プロサッカーリーグ定款第10条第3号に基づくJ3クラブの会員資格喪失）の対象となる。
1. Jリーグクラブライセンス制度に基づき、クラブライセンス審査を受け、J3ライセンス交付判定を受けていること。
2. 当該年度のJFLにおいて年間成績が2位以内であること[注釈 2]。
3. Jリーグ理事会においてJリーグ入会承認を得ていること。
4. ホーム戦の有料観客数平均2,000人超であること
5. 年間入場料収入が1,000万円に到達していること[10]。
6. 4.5の項目にはクラブのスポンサーによるチケット買取での招待券による入場者数は広告収入とみなされ、公式記録上の観客数には含まれるが有料観客数には含まれない。

JFL所属クラブが上記の条件を満たした場合、当該クラブがJFLにおいて年間1位の場合は自動入れ替え、年間2位の場合は入れ替え戦出場となる。この場合、年間1位のクラブがJ3入会条件を満たさない場合でも年間2位のクラブが自動昇格になることはなく、また年間3位以下のクラブが自動昇格ないし入れ替え戦に繰り上げられることはない。
一方、J3所属クラブについては、基本的にJ3年間最下位（20位）が自動入れ替え、J3年間19位が入れ替え戦出場となるが、JFLからの自動入れ替え対象クラブがいない場合（即ち1位クラブはJ3ライセンスがなく、2位のみがライセンス保有である場合）は年間最下位が入れ替え戦に出場する。また、JFLにおいて上位2クラブが入れ替え条件を満たしていない（2クラブともライセンスがない）場合はJ3との入れ替えは行われない。
| JFL上位の 入れ替え要件 | JFL上位の 入れ替え要件 | J3・20位                   | J3・19位                 |
| ---------------------- | ---------------------- | -------------------------- | ------------------------ |
| 1位○                   | 2位○                   | JFL年間1位との自動入れ替え | JFL年間2位との入れ替え戦 |
| 1位○                   | 2位×                   | JFL年間1位との自動入れ替え | J3残留                   |
| 1位×                   | 2位○                   | JFL年間2位との入れ替え戦   | J3残留                   |
| 1位×                   | 2位×                   | J3残留                     | J3残留                   |

### 入れ替え戦
前述の通り、JFLの年間成績2位クラブがJ2参入資格を有する場合は、入れ替え戦が行われる。入れ替え戦の試合形式および勝敗決定方法は2004年から2008年まで行われたJ1・J2入れ替え戦、並びに2012年から2016年まで行われたJ2・J3入れ替え戦に準じている。
ホーム・アンド・アウェーでの2回戦制（第1戦はJFL所属クラブ、第2戦はJ3所属クラブのホームでの開催）で行われ、勝利数の多い方が勝者となり、次年度J3所属となる。2試合とも90分終了時点で同点の場合は引き分けとなり、2試合における勝利数が同数となった場合は下記の順に勝敗を決定する。
1. 2試合における得失点差（＝合計得点数）
2. 第2戦の後半終了後、引き続き15分ハーフの延長戦
3. PK戦（双方5人ずつ。決着しない場合は6人目以降サドンデス方式）

なお、アウェーゴールルールは採用されない。
選手交代は試合中の選手交代は5名以内（交代回数はハーフタイムを除き3回まで）。ただし、延長戦を実施する場合は、最大6名以内（交代回数はハーフタイム、延長戦開始前および延長戦のハーフタイムを除き4回まで）。また脳震盪またはその疑いのある選手が発生した場合の取り扱いはリーグ戦同様とする（通常の交代とは別に両チームに1回1人追加される。）。

## 各年の入れ替え状況

### 2023年
入れ替え戦を実施する場合の開催日は、第1戦が12月9日、第2戦が12月16日とされた。
この年は11月12日に行われたJ3第35節でギラヴァンツ北九州のJ3最下位が確定。しかし同日に行われたJFL第28節でJ3参入資格を持たないHonda FCがJFL優勝、11月26日に行われたJFL最終節の結果、J3参入の可能性があったレイラック滋賀が3位に後退しJ3参入資格を持たないブリオベッカ浦安が2位となったため、この年のJFLからJ3への入会は無く、入れ替え戦も行われなかった。

### 2024年
入れ替え戦を実施する場合の開催日は、第1戦が12月1日、第2戦が12月7日とされた。
11月17日に行われたJFL第29節第2日の結果、栃木シティのJFL優勝と高知ユナイテッドSCの2位が確定。両クラブは2024年10月29日に行われたJリーグ理事会で「条件付きJリーグ入会」が承認されており、両クラブとも同日までにその他のJ3入会審査項目を充足したことから、栃木シティFCのJリーグ（J3）への入会・加盟が決定。これにより、J3第35節第2日（11月3日）の時点でJ3・20位が確定していたいわてグルージャ盛岡のJリーグ退会（JFL参入）が確定した。
一方、11月17日に行われたJ3第37節第3日の結果、Y.S.C.C.横浜のJ3・19位が確定したことから、Y.S.C.C.横浜と高知ユナイテッドSCの間で入れ替え戦が開催されることが決定した。なお、高知はホームゲーム（第1戦）の行われる12月1日にホームスタジアムの高知県立春野総合運動公園陸上競技場で別の行事が予定されており、ナイトゲームでの開催を模索するもJリーグ側から夜間照明の照度が基準を満たさないことを指摘されたことから、香川県丸亀市のPikaraスタジアムで開催することとなった。

| 2024年12月1日 第1戦 | 高知ユナイテッドSC （JFL・2位） | 1 - 1    | Y.S.C.C.横浜 （J3・19位） | 香川県丸亀市                                             |
| 13:03               | 上月翔聖 33分                   | レポート | 冨士田康人 5分            | 競技場: Pikaraスタジアム 観客数: 3,056 人 主審: 井上知大 |

| 2024年12月7日 第2戦 | Y.S.C.C.横浜 | 0 - 2    | 高知ユナイテッドSC               | 横浜市                                                      |
| 15:03               |              | レポート | - 新谷聖基 7分 - 内田優晟 90+1分 | 競技場: ニッパツ三ツ沢球技場 観客数: 5,101人 主審: 上原直人 |

高知ユナイテッドSCの1勝1分により、高知がJリーグ入会（J3参入）、YS横浜はJリーグ退会（JFL参入）。

### 備考
1. ↑  ロゴや看板には「J.League J3・JFL入れ替え戦[2]」と表記されている
2. ↑  2022年まではJFLで最終順位4位以内、その上でJリーグ百年構想クラブの内輪で上位2番目までの成績であることがJ3入会の条件となっていた。
3. ↑  元々2024年度に照明設備の更新が予定されていたが、入札日が2024年11月で工期末が2025年3月となっており[19]、入れ替え戦には間に合わなかった。